# 川本隆史
川本 隆史（かわもと たかし、1951年12月8日 - ）は、日本の哲学者（倫理学・社会哲学）。学位は、博士（文学）（東京大学・論文博士・1997年）。東北大学名誉教授、東京大学名誉教授、国際基督教大学特任教授。

## 来歴
広島市生まれ。広島学院中学校・高等学校を卒業後、1970年に東京大学教養学部文科一類に入学。法学部から文学部に転部し、1975年東京大学文学部倫理学科卒業。学位論文はカントの宗教哲学。1980年東京大学大学院人文科学研究科博士課程を単位取得退学。1997年、博士（文学）（東京大学）の学位を取得。
跡見学園女子大学文学部教授、東北大学文学部教授を経て、2004年度より、東京大学大学院教育学研究科教授。2015年退任、名誉教授、国際基督教大学教授。

## 人物
日本におけるロールズ正義論研究の第一人者。大庭健と共に、ノーベル経済学賞を受賞したインドのアマルティア・センを日本に紹介した。近年は、「ケア」概念の再検討を行い、医療・看護・教育など諸領域を横断する倫理を探求している。

## 著書
- 『現代倫理学の冒険：社会理論のネットワーキングへ』（創文社） 1995
- 『ロールズ：正義の原理』（講談社） 1997、のち講談社「現代思想の冒険者たち」Select 2005
- 『〈共生〉から考える　倫理学集中講義』（岩波書店） 2008、岩波文庫 2022

### 編著
- 『ケアの社会倫理学：医療・看護・介護・教育をつなぐ』（有斐閣） 2005

### 共編著
- 『マイクロ・エシックス：小銭で払う倫理学』（須藤訓任, 水谷雅彦, 鷲田清一共編、昭和堂） 1993
- 『応用倫理学の転換：二正面作戦のためのガイドライン』（高橋久一郎共編、ナカニシヤ出版） 2000
- 『リーディングス環境』全5巻（淡路剛久, 植田和弘, 長谷川公一共編、有斐閣） 2005 - 2006
- 「岩波講座 哲学」全15巻（飯田隆, 伊藤邦武, 井上達夫, 熊野純彦, 篠原資明, 清水哲郎, 末木文美士, 中岡成文, 中畑正志, 野家啓一, 村田純一共編、岩波書店） 2008
  1. 『いま“哲学する”ことへ』
  2. 『形而上学の現在』
  3. 『言語 / 思考の哲学』
  4. 『知識 / 情報の哲学』
  5. 『心 / 脳の哲学』
  6. 『モラル / 行為の哲学』
  7. 『芸術 / 創造性の哲学』
  8. 『生命 / 環境の哲学』
  9. 『科学 / 技術の哲学』
  10. 『社会 / 公共性の哲学』
  11. 『歴史 / 物語の哲学』
  12. 『性 / 愛の哲学』
  13. 『宗教 / 超越の哲学』
  14. 『哲学史の哲学』
  15. 『変貌する哲学』
- 『忘却の記憶 広島』（東琢磨, 仙波希望共編、月曜社） 2018

## 翻訳
- 『知識形態と社会 上』（マックス・シェーラー、佐藤康邦, 星野勉, 濱井修共訳、白水社、シェーラー著作集11） 1978
- 『合理的な愚か者：経済学 = 倫理学的探究』（アマルティア・セン、大庭健共訳、勁草書房） 1989
- 『ラディカルエコロジー：住みよい世界を求めて』（キャロリン・マーチャント、水谷広, 須藤自由児共訳、産業図書） 1994
- 『解釈としての社会批判：暮らしに根ざした批判の流儀』（マイケル・ウォルツァー、大川正彦共訳、風行社） 1996年）、のち文庫化（筑摩書房） 2014
- 『分配的正義の理論：経済学と倫理学の対話』（ジョン・E・ローマー、木谷忍共訳）木鐸社、2001年
- 『正義論』（ジョン・ロールズ、福間聡, 神島裕子共訳、紀伊國屋書店） 2010
- 『もうひとつの声で：心理学の理論とケアの倫理』（キャロル・ギリガン、山辺恵理子, 米典子共訳、風行社） 2022